# Bæjarhreppur
Bæjarhreppur es municipio situado al noroeste de Islandia, en el extremo sur de la región de Vestfirðir. 

## Población y territorio
En enero de 2011 contaba con una población de 100 personas y una densidad de 0,19 habitantes por kilómetro cuadrado. Su área total es de 513 kilómetros cuadrados. 
Consiste en una franja de tierra de la región de Vestfirðir, que se proyecta entre las de Vesturland y Norðurland Vestra. Se encuentra en la zona suroccidental de la bahía de Húnaflói, específicamente en la margen occidental del fiordo Hrútafjörður, al noroeste de Islandia.